# جوهانس ويلهلم كريستيان دايتريشسون
جوهانس ويلهلم كريستيان دايتريشسون هو رجل دين ‏ نرويجي، ولد في 4 أبريل 1815، وتوفي في 15 أكتوبر 1883.